# Stazione di San Demetrio de’ Vestini
Stazione di San Demetrio de' Vestini vasútállomás Olaszországban, San Demetrio ne’ Vestini településen.

## Vasútvonalak
Az állomást az alábbi vasútvonalak érintik:
- Terni–Sulmona-vasútvonal

## Kapcsolódó állomások
A vasútállomáshoz az alábbi állomások vannak a legközelebb:
- Stazione di Fagnano-Campana
- Stazione di Paganica
- Stazione di L'Aquila San Gregorio